# Limnoria borealis
Limnoria borealis är en kräftdjursart som beskrevs av Oleg Grigor'evich Kussakin 1963. Limnoria borealis ingår i släktet Limnoria och familjen borrgråsuggor. Inga underarter finns listade i Catalogue of Life.